# Mahlon Merrick
Pour les articles homonymes, voir Merrick.
Mahlon Merrick, né le 28 janvier 1900 à Farmington (Iowa) aux États-Unis et mort le 7 août 1969  à Palm Springs (Californie) est un compositeur et acteur américain.

## Filmographie

### comme compositeur
- 1949 : Alaska Patrol
- 1949 : Miss Mink of 1949
- 1950 : The Lawless
- 1950 : The George Burns and Gracie Allen Show (en) (série TV)
- 1950 : The Jack Benny Program (série TV)
- 1950 : Haines
- 1951 : La Caravane des évadés (Passage West), de Lewis R. Foster
- 1952 : Red Planet Mars
- 1955 : The People's Choice (série TV)
- 1957 : Mr. Adams and Eve (série TV)
- 1957 : Panic ! (série TV)

### comme acteur
- 1958 : Showers of Stars  (série TV)